# Rosenberg-Chutorian-Syndrom
Das Rosenberg-Chutorian-Syndrom ist eine sehr seltene, zu den Autosomal-dominanten Optikusatrophien (ADOA) gehörende angeborene Erkrankung mit einer Kombination von fortschreitender Schwerhörigkeit, Polyneuropathie wie beim Morbus Charcot-Marie-Tooth und einer Optikusatrophie.
Synonyme sind: Taylor-Rosenberg-Chutorian-Syndrom; englisch Charcot-Marie-Tooth neuropathy X type 5; Charcot-Marie-Tooth, X-linked recessive 5; CMTX5; optic atrophy, polyneuropathy, and deafness; polyneuropathy-deafness-optic atrophy
Die Namensbezeichnung bezieht sich auf den Autor der Erstbeschreibung aus dem Jahre 1912 durch J. Taylor sowie die Autoren einer Beschreibung aus dem Jahre 1967 durch den US-amerikanischen Neurologen R. N. Rosenberg und den Arzt A. Chutorian.

## Verbreitung
Die Häufigkeit wird mit 1 bis 9 zu 100.000 angegeben, die Vererbung erfolgt X-chromosomal-rezessiv.

## Ursache
Der Erkrankung liegen Mutationen im PRPS1-Gen am Genort Xq22.3 zugrunde, welches für die Phosphoribosylpyrophosphat Synthetase I kodiert.

## Klinische Erscheinungen
Klinische Kriterien sind:
- Taubheit mit Beginn im frühen Kindesalter
- verzögerte motorische Entwicklung, Gangataxie
- distal betonte Polyneuropathie, insbesondere mit Peroneuslähmung
- später einsetzende Optikusatrophie

## Diagnose
Die Diagnose ergibt sich aus den klinischen Befunden und kann molekulargenetisch gesichert werden.

## Differentialdiagnose
Die Kombination von Optikusatrophie, Hörverlust und peripherer Neuropathie findet sich auch beim Hagemoser-Weinstein-Bresnick-Syndrom und beim Iwashita-Syndrom. Abzugrenzen ist ferner das Arts-Syndrom.